# Butmir

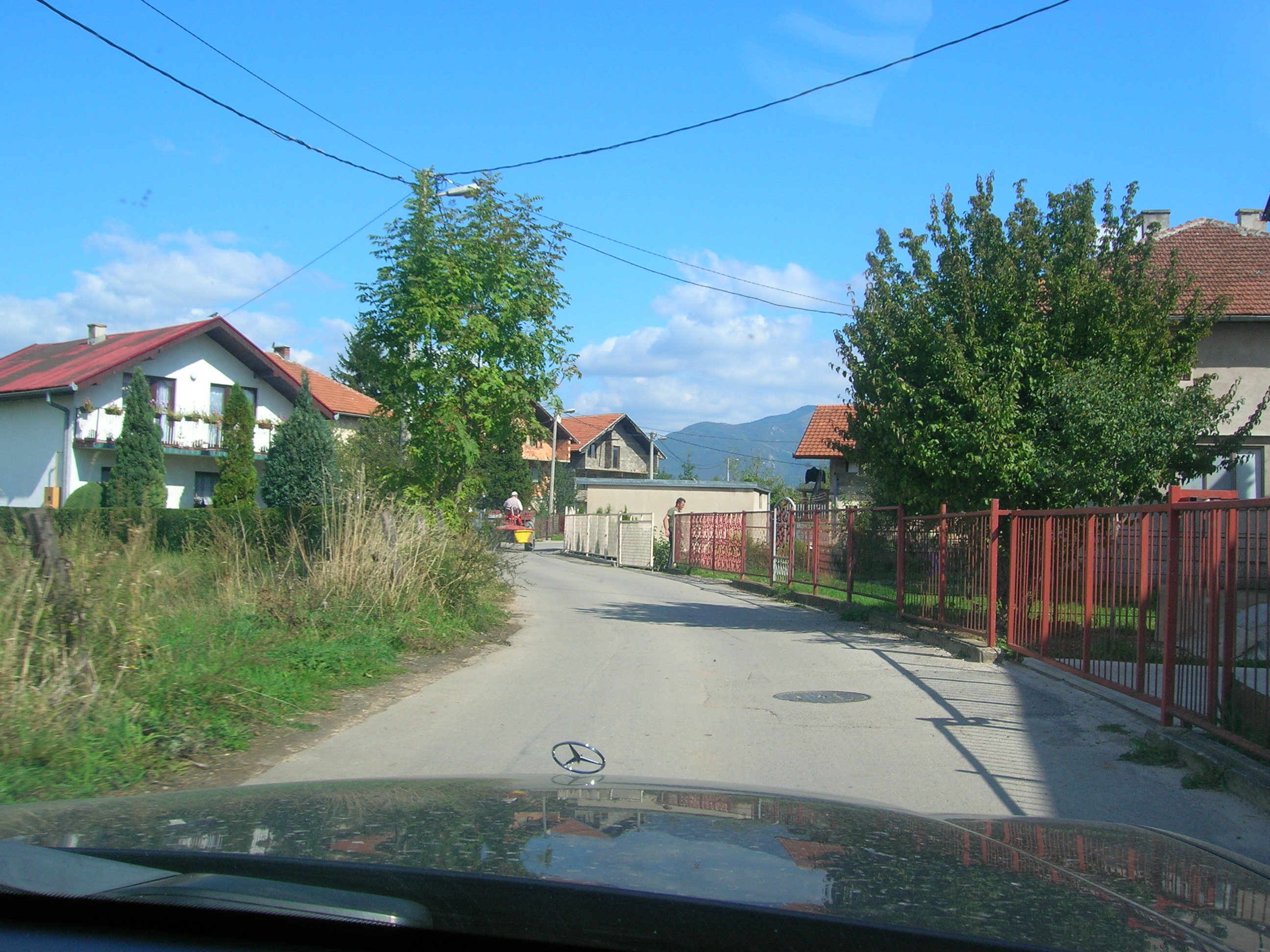
Butmir

Butmir – osiedle na południowych obrzeżach kantonu Sarajewo w pobliżu Ilidžy. Na obrzeżach dzielnicy znajduje się międzynarodowy port lotniczy.